# Iosif Raiacici
Iosif Raiacici (în sârbocroată Josif Rajačić, cu caractere chirilice: Јосиф Рајачић; n. 20 iulie 1785, Comuna Brinje, Lika-Senj, Croația – d. 1 decembrie 1861, Sremski Karlovci, Granița Militară Slavonă, Imperiul Austriac) a fost un mitropolit ortodox sârb de Carloviț, adversar al Revoluției Maghiare de la 1848. La adunarea generală a delegaților sârbi ținută în 1-3 mai 1848 la Sremski Karlovici a fost desemnat patriarh, alegere confirmată de împăratul Franz Joseph al Austriei, care a înființat Patriarhia de Carloviț în același an.
Mitropolitul Raiacici l-a hirotonit episcop pe Andrei Șaguna, care avea să devină primul mitropolit ortodox al Ardealului de după unirea cu Biserica Romei.